# Otopappus hirsutus
Otopappus hirsutus là một loài thực vật có hoa trong họ Cúc. Loài này được (Sw.) R.L.Hartm. & Stuessy mô tả khoa học đầu tiên năm 1983.